# De l'autre côté du miroir
Pour les articles homonymes, voir De l'autre côté du miroir (homonymie) et Through the Looking Glass.
 (août 2013).
Si vous disposez d'ouvrages ou d'articles de référence ou si vous connaissez des sites web de qualité traitant du thème abordé ici, merci de compléter l'article en donnant les références utiles à sa vérifiabilité et en les liant à la section « Notes et références ».
De l'autre côté du miroir (titre original : Through the Looking-Glass, and What Alice Found There ; littéralement : « De l'autre côté du miroir, et ce qu'Alice y trouva ») est un roman écrit par Lewis Carroll en 1871, qui fait suite aux Aventures d'Alice au pays des merveilles.
En France, ce roman a été traduit pour la première fois en 1930 par Marie-Madeleine Fayet, sous le titre De l'autre côté du miroir. Une autre traduction, de Paul Gibson, publiée en 1931, a pour titre La Traversée du miroir.
L'œuvre raconte la rencontre d'Alice dans un monde merveilleux le jour où elle plonge dans le miroir. Elle y fait la rencontre de l'œuf prétentieux Humpty Dumpty, des bonshommes jumeaux inséparables Tweedledum et Tweedledee, la Reine blanche (en) et la Reine rouge ou encore, des fleurs qui parlent. Les aventures d'Alice dans le pays — de l'autre côté du miroir — correspondent au déplacement des pièces et des pions au cours d'une partie d'échecs.

## L'histoire
Alice, qui s'ennuie, s'endort dans un fauteuil et rêve qu'elle passe de l'autre côté du miroir du salon.
Le monde du miroir est à la fois la campagne anglaise, un échiquier, et le monde à l'envers, où il faut courir très vite pour rester sur place. Alice y croise des pièces d'échecs (reine, cavalier) et des personnages de la culture enfantine de l'époque victorienne.
On retrouve dans ce roman le mélange de poésie, d'humour et de non-sens qui fait le charme de Lewis Carroll. Il vaut mieux connaître les règles de base du jeu d'échecs pour apprécier toutes les subtilités du roman.

## Résumé par chapitre

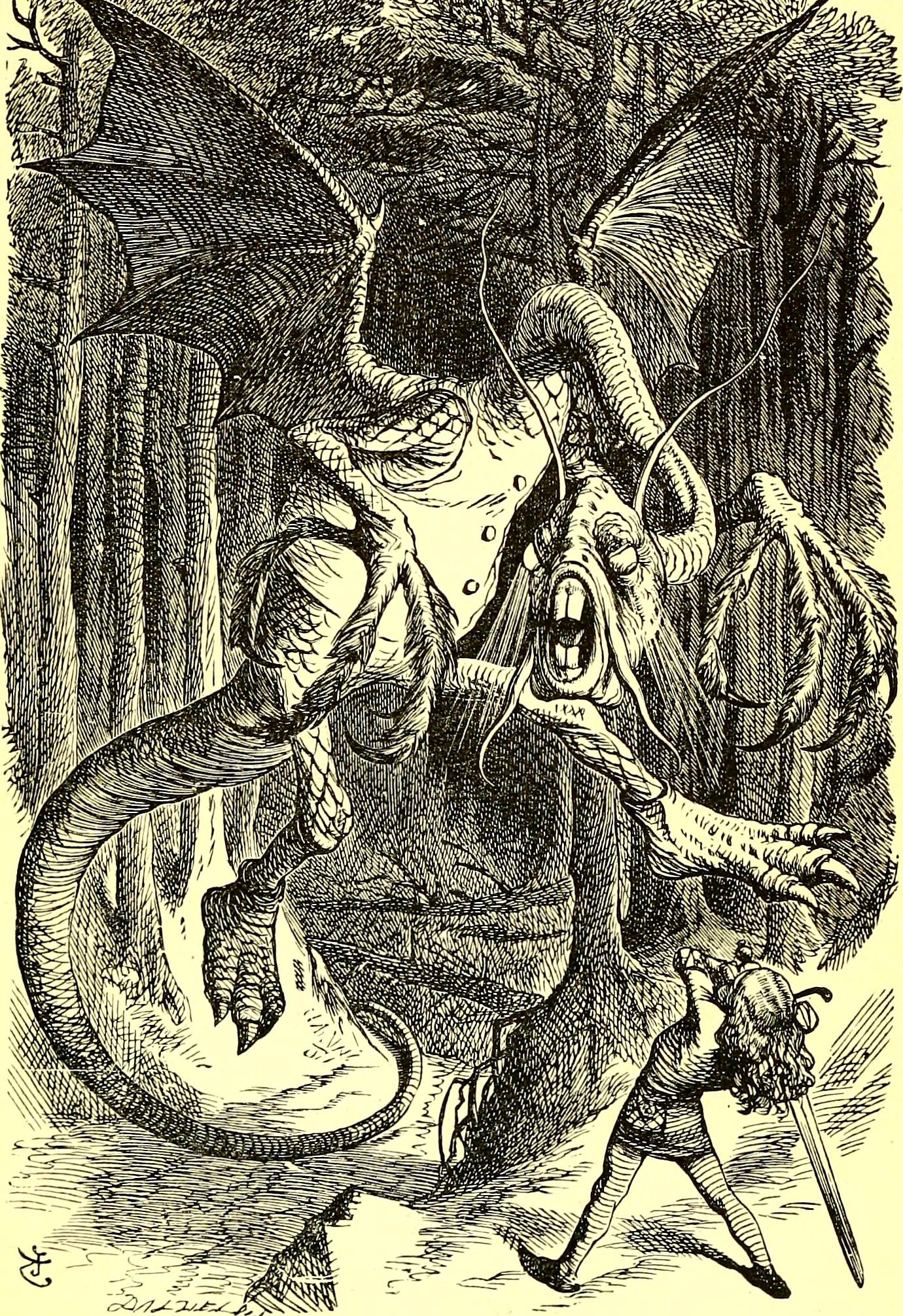
" Jabberwocky "

Chapitre I - La maison du miroir : Alice est en train de jouer avec les petits de sa chatte Dinah, un chaton noir (nommé Kitty) et un chaton blanc (nommé Perce-Neige), lorsqu’elle se demande à quoi ressemble le monde dans le reflet du miroir. Elle grimpe sur le dessus de la cheminée et parvient à sa surprise à traverser le verre et se retrouve de l’autre côté du miroir. Dans la Maison du Miroir, la pièce est la même mais dans laquelle tout est inversé. Elle constate que les pièces de l’échiquier ont pris vie mais demeurent assez petites pour qu’elle puisse les prendre en main. Elle trouve un livre écrit dans une langue qu’elle ne comprend pas, car étant un livre du miroir, l’écriture est inversée. En le tenant devant le miroir elle parvient à lire le poème « Jabberwocky » qui reste énigmatique pour elle.
Chapitre II - Le jardin des fleurs vivantes : Alice explore le pays du Miroir et l’extérieur de la maison. Elle se perd dans le jardin et se met à parler aux fleurs qui à son grand étonnement lui répondent. Celles-ci la critiquent ce qui déplait fortement à la jeune fille. Plus loin dans le jardin, Alice rencontre la Reine Rouge qui est à présent une taille humaine et l’impressionne par sa capacité à courir à toute vitesse. Elle lui révèle que la campagne est quadrillée comme un échiquier géant, et propose à Alice de la faire reine si elle parvient à se déplacer jusqu’à la dernière rangée.

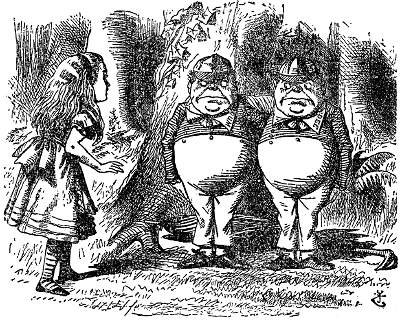
Tweedledum et Tweedledee (aussi appelés Bonnet Blanc et Blanc Bonnet)

Chapitre III - Insectes du miroir Alice est placée sur la deuxième case en tant que pion de la Reine blanche (en), et commence son voyage à travers l’échiquier à bord d’un train qui saute par-dessus la troisième case. Une fois arrivée à la quatrième case, un moucheron dépressif lui présente les différents insectes qui peuplent les bois (la Mouche-à-chevaux-de-bois, la Libellule-des-ruisseaux, la Libellule-des-brûlots, le Tartinillon) avant de s’envoler en soupirant. Alice poursuit son voyage en traversant « le bois où les choses et les êtres vivants n’ont pas de nom » et oublie alors tous les noms dont le sien. Avec l’aide d’un faon qui a également perdu son identité, elle parvient à se rendre de l’autre côté du bois. Ils se souviennent alors de qui ils sont et le faon s’enfuit en constatant qu’Alice est une humaine (à la frustration d’Alice).
Chapitre IV - Tweedledum et Tweedledee : Alice rencontre par la suite les deux frères jumeaux Tweedledum et Tweedledee qu’elle connaît d’une comptine. Elle leur demande son chemin, mais après lui avoir récité le long poème « Le Morse et le Charpentier (en) », les jumeaux attire son attention sur le Roi rouge (en) ronflant bruyamment sous un arbre à côté d’eux. Ils la provoquent alors malicieusement en lui disant qu’elle n’existe que dans le rêve du roi, ce qui affecte fortement la jeune fille. Les deux frères se préparent à se battre mais sont effrayés par un énorme corbeau, comme le prédit la comptine. 

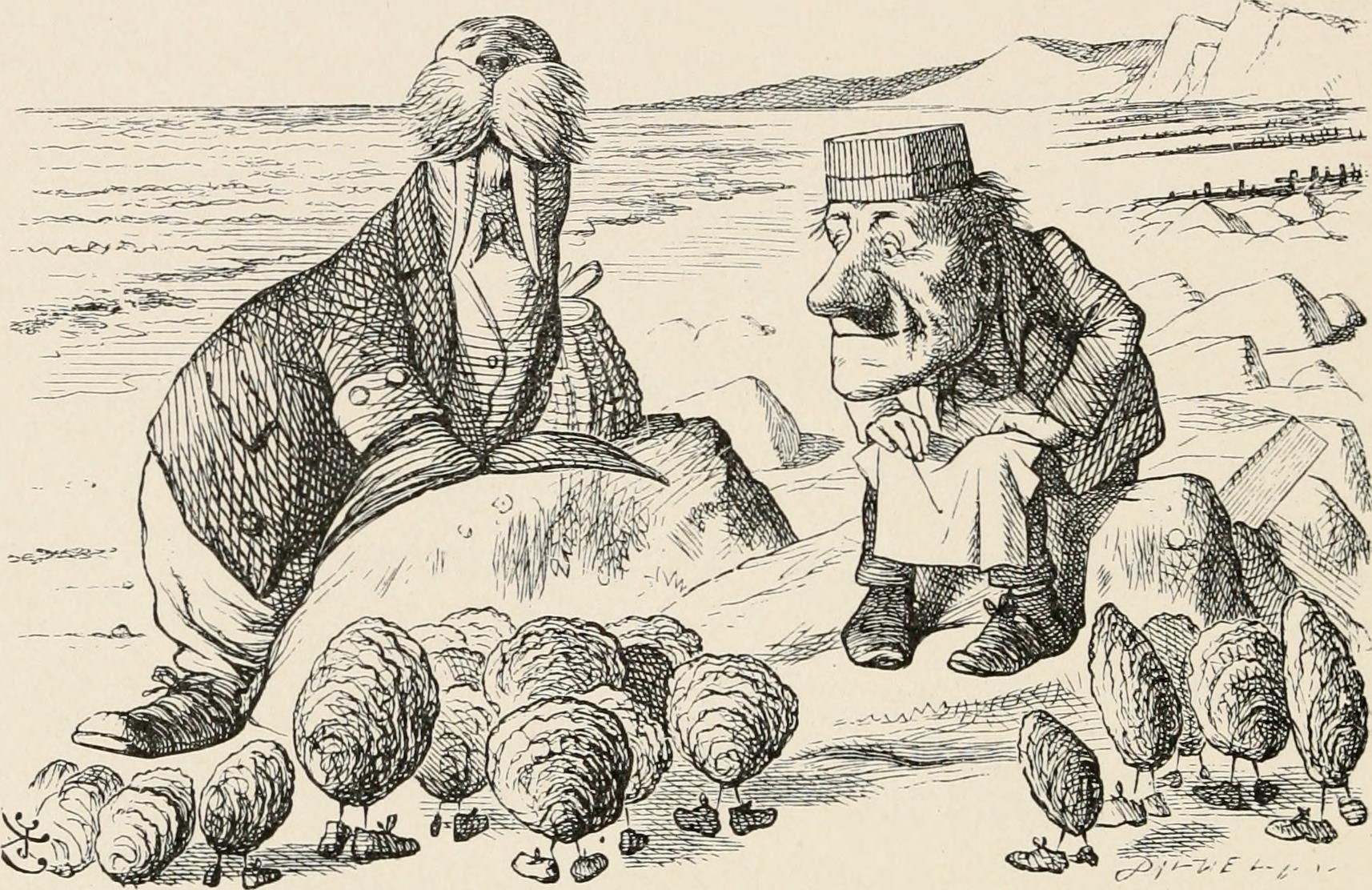
" Le morse et le charpentier "

Chapitre V - Laine et eau : Alice rattrape le châle de la Reine Blanche qui semble distraite mais se vante et démontre sa capacité à se souvenir des événements futurs avant que ceux-ci ne se produisent. Elles atteignent la cinquième case de l’échiquier en traversant en ruisseau, c’est alors que la reine se transforme en une Brebis (en) parlante dans une boutique. Au plus grand étonnement d’Alice, elle se retrouve alors à lutter pour manier les rames d’une petite chaloupe, dans laquelle la Brebis l’agace avec ses cris à propos de « plumes » et de « crabes ». 

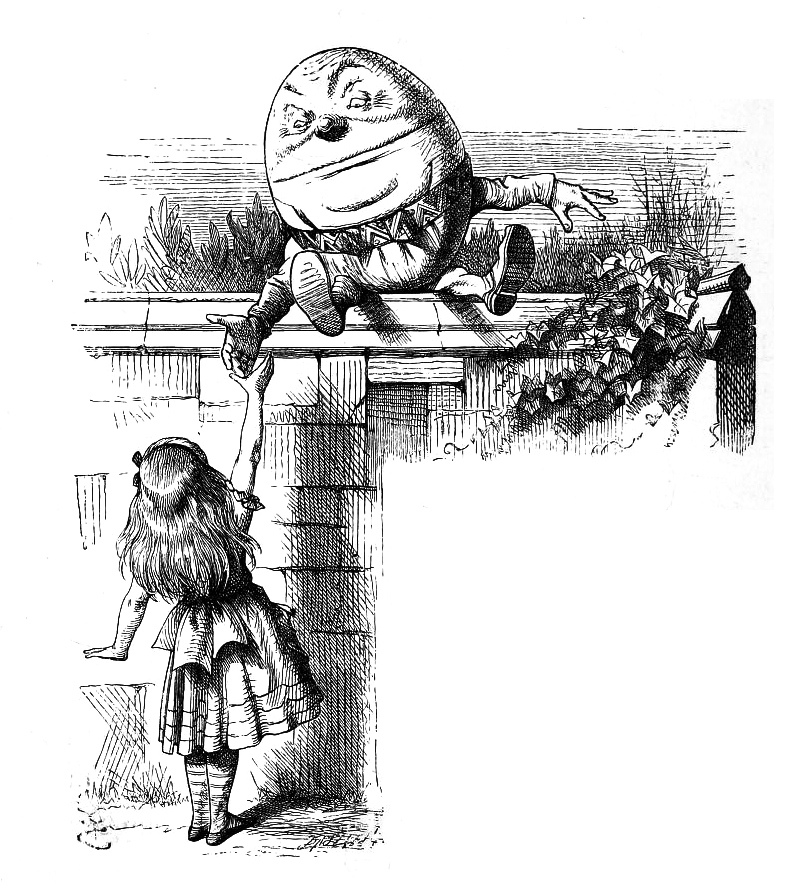
Humpty Dumpty (aussi appelé l'œuf Gros Coco) et Alice.

Chapitre VI - Humpty Dumpty : Après avoir traversé un autre ruisseau jusqu’à la sixième case, Alice rencontre Humpty Dumpty, un gros œuf vivant assis sur son mur. Celui-ci lui explique le concept de non-anniversaire, et lui fournit sa propre traduction des termes étrangers du poème « Jabberwocky » en l’initiant à la notion des mots-valises. Lorsqu’Alice s’éloigne, Humpty Dumpty tombe inévitablement de son mur en se fracassant en mille morceaux.
Chapitre VII - Le Lion et la Licorne : Le Roi blanc (en), accompagné de tous ses chevaux et ses hommes, vient en aide à Humpty Dumpty. Le Lièvre de mars et le Chapelier du premier tome font une brève réapparition sous les traits de messagers anglo-saxons appelés Haigha et Hatta. Ces derniers apprennent au Roi blanc que le Lion et la Licorne (en) luttent encore pour la couronne, comme dans la comptine.
Chapitre VIII - « C’est de mon invention » : En laissant le Lion et la Licorne à leur combat, Alice atteint la septième case en traversant le territoire boisé du Cavalier rouge, qui a l’intention de capturer Alice puisqu’elle est un pion blanc. Le Cavalier blanc (en) vient alors à son secours en le combattant. Ce dernier l’escorte à travers la forêt en lui récitant un long poème « Yeux de Brochet » de sa propre invention, tout en tombant de cheval à plusieurs reprises.
Chapitre IX - La Reine Alice : En faisant ses adieux au Cavalier blanc, Alice traverse le dernier ruisseau et atteint la dernière case. Elle est alors automatiquement couronnée reine, la couronne se matérialise soudainement sur sa tête. La Reine Rouge et la Reine Blanche apparaissent auprès d’elle, elles déconcertent la jeune fille en utilisant des jeux de mots et empêchent ses tentatives de tenir une discussion logique. Les deux reines s’invitent alors au dîner que donne la nouvelle couronnée, dont Alice n’avait aucune connaissance. Alice arrive à sa propre fête dont elle ne comprend pas le déroulement et celle-ci vire rapidement au chaos. Agacée, elle agrippe la nappe en renversant son tout qui se trouve dessus. Puis elle attrape la reine rouge qui a brusquement rétréci, la tenant pour responsable de toutes les bêtises qu’elle a subies durant la journée.
Chapitre X - Secouement : Alice secoue la Reine Rouge dans tous les sens, celle-ci progressivement se transforme.
Chapitre XI - Réveil : Alice découvre qu’elle tient dans ses mains une petite chatte noire.
Chapitre XII - Qui a rêvé ? : Alice se réveille sur son fauteuil en tenant toujours le chaton Kitty, qu’elle suppose avoir été la Reine Rouge tout du long, tandis que le chaton Perce-Neige est supposé avoir été la Reine Blanche. L’histoire se conclut par Alice rappelant la spéculation des jumeaux Tweedledum et Tweedledee que toute son aventure ne serait que le rêve du Roi Rouge, qu’Alice elle-même pourrait n’être que le produit de l’imagination du roi. Le roman s’achève par la phrase :« Qu’est notre vie, sinon un rêve ? ».

## Personnages

### Personnages principaux
- Alice
- Humpty Dumpty
- Le Roi rouge (en)
- La Reine rouge
- La Brebis (en)
- Tweedledum et Tweedledee
- Le Morse et le Charpentier (en)
- Le Roi blanc (en)
- Le Cavalier blanc (en)
- La Reine blanche (en)
- Le Lion et la Licorne (en)

## Une suite et des ruptures
La différence fondamentale entre Les Aventures d'Alice au pays des merveilles et De l'autre côté du miroir est que cette dernière œuvre montre chez l'héroïne une évolution incontestable : de pion, elle devient reine.
À l'inverse, l'Alice du « Pays des merveilles » arrive inchangée à la fin du récit, en dépit des distorsions physiques qu'elle a subies en consommant diverses boissons et nourritures. Les Aventures d'Alice au pays des merveilles ressemble, en fait, à la promenade en bateau qui l'a vue naître : une rêverie sans but précis. En cela, l'œuvre de Carroll était, à l'heure victorienne, une véritable révolution dans une littérature d'enfance et de jeunesse visant avant tout à former l'enfant.

## Le monde inversé
Le monde du miroir se présente comme un monde inversé. Ainsi Alice, pour atteindre le jardin, doit-elle d'abord s'en éloigner, de même qu'il lui faut, dans cet univers étrange, courir très vite pour rester sur place.
Si l'espace est mis à mal, le temps n'est pas non plus en reste. Il est ainsi possible de se souvenir du futur, comme la Reine blanche (en), qui évoque ce qui s'est produit « aujourd'hui en quinze ».
Comme le dit Jean-Jacques Mayoux, dans la préface d'un Tout Alice édité chez Flammarion, ces inversions ne vont pas sans frustration. Ainsi Alice se voit-elle offrir un gâteau sec pour étancher sa soif.

## Alice et le non-sens
L’œuvre joue essentiellement sur le non-sens, exploitant les failles de la langue anglaise (avec des équivalences pour la version française), jouant sur la synonymie, la polysémie, le jeu de mots et autres motifs de quiproquo.
Les personnages auxquels Alice se trouve confrontée sont en fait de véritables linguistes, dont les discours sont une contestation magistrale de l'arbitraire du langage.

## Adaptations
Ce livre a été adapté plusieurs fois, en combinaison avec Les Aventures d'Alice au pays des merveilles aussi bien que seul.

### Adaptations seules
- Alice through the looking glass (film, 1966) était un musical spécial de NBC TV, premièrement diffusé le 6 Novembre. Il comprend la musique de Moose Charlap, et les stars Ricardo Montalban, Agnes Moorehead, Jack Palance, Jimmy Durante, et les Smothers Brothers, avec Judi Rolin dans le rôle d'Alice.
- Alice au pays des merveilles : À travers le miroir (1998) est un téléfilm de Channel 4 mettant en scène Kate Beckinsale dans le rôle d'Alice.
- Through the Looking Glass (2008) est un opéra de chambre composé par Alan John à un Livret (musique) de Andrew Upton.
- Alice de l'autre côté du miroir (2016), réalisé par James Bobin, c'est une suite du reboot Disney réalisé par Tim Burton Alice au pays des merveilles (2010). Il ne suit pas l'intrigue du livre.

### Adaptations avecLes Aventures d'Alice au pays des merveilles
Films et séries
- Alice au pays des merveilles (film, 1933) est une adaptation live-action pré-code réalisé par Norman Z. McLeod, avec Charlotte Henry dans le rôle d'Alice, avec Cary Grant, Gary Cooper, et d'autres. Malgré le nom, le film présente plus d'éléments de De l'autre côté du miroir.
- Le dessin animé Alice au pays des merveilles (film, 1951) est le treizième film d'animation de Walt Disney et le plus connu de toutes les adaptations des travaux de Lewis Caroll.
- Alice au pays des merveilles (film, 1972) est un film musical avec Fiona Fullerton dans le rôle de Alice
- Alice au pays des merveilles (téléfilm, 1985) est un téléfilm musical en deux parties produit par Irwin Allen
- Alice au pays des merveilles (série télévisée d'animation) est une adaptation en anime des deux livres qui dans les derniers épisodes sont plus fidèles à De l'autre côté du miroir.
- Alice au pays des merveilles (téléfilm, 1999) est un téléfilm Hallmark/NBC avec Tina Majorino dans le rôle d'Alice
- Alice au pays des merveilles (mini-série) est une mini-série télévisée Syfy qui contient des éléments des deux livres.
- Alice au pays des merveilles (film, 2010), réalisée par Tim Burton, est un reboot live-action de Disney qui suit Alice à l'âge adulte, qui contient des éléments des deux livres.